# Ortobicupolă triunghiulară
În geometrie ortobicupola triunghiulară sau anticuboctaedrul este un poliedru convex construit prin unirea a două cupole triunghiulare (J3) prin bazele lor mari. Este prima din șirul infinit de bicupole. Este poliedrul Johnson J27. Având 14 de fețe, este un tetradecaedru.
Are un număr egal de pătrate și triunghiuri echilaterale la fiecare vârf, însă nu este tranzitivă pe vârfuri. Având o sferă mediană, este un poliedru canonic.

## Relația cu cuboctaedrele
| Ortobicupolă triunghiulară | Girobicupolă triunghiulară |
| --- | -------------------------- |
| |                            |
| Atât ortobicupola triunghiulară, cât și cuboctaedrul (girobicupola triunghiulară) conțin câte un hexagon central regulat. Ele pot fi divizate prin acest hexagon în perechi de cupole triunghiulare. |                            |

Ortobicupola triunghiulară are o oarecare asemănare cu cuboctaedrul, care ar fi similar cu girobicupola triunghiulară din nomenclatura poliedrelor Johnson — diferența este că cele două cupole triunghiulare care alcătuiesc ortobicupola triunghiulară sunt unite astfel încât perechi de fețe identice sunt adiacente (deci, „orto”); cuboctaedrul este îmbinat astfel încât triunghiurile sunt vecine cu pătratele și invers. Având în vedere o ortobicupolă triunghiulară, o rotație de 60° a unei cupole înainte de îmbinare dă un cuboctaedru. Prin urmare, un alt nume pentru ortobicupola triunghiulară este „anticuboctaedrul”.
Ortobicupola triunghiulară alungită (J35), care este construită prin alungirea ortobicupolei triunghiulare, are o relație specială (diferită) cu rombicuboctaedrul.
Dualul ortobicupolei triunghiulare este dodecaedrul trapezorombic, care are 6 fețe rombice și 6 trapezoidale și este similar cu dodecaedrul rombic.

## Mărimi asociate
Următoarele formule pentru arie, A, volum, V, și raza sferei circumscrise, C sunt stabilite pentru lungimea laturilor tuturor poligoanelor (care sunt regulate) a:
{\displaystyle A=2\left(3+{\sqrt {3}}\right)\,a^{2}\approx 9,464102\,a^{2}}
{\displaystyle V={\frac {5{\sqrt {2}}}{3}}\,a^{3}\approx 2,357023\,a^{3}}
Raza sferei circumscrise unei ortobicupole triunghiulare este același cu lungimea laturii (C = a).

## Poliedre și faguri înrudiți
Fagurele cubic rectificat poate fi divizat și reconstruit ca o rețea de umplere a spațiului cu ortobicupole triunghiulare și piramide pătrate.